# Beglitched
Beglitched (с англ. — «Оглюченный») — компьютерная инди-игра в жанре три в ряд и головоломки, разработанная независимой студией Hexecutable. Выход игры на персональные компьютеры состоялся 7 октября 2016 года и 11 марта 2017 года на мобильные устройства iOS. Игрок получает в своё распоряжение компьютер легендарной глич-ведьмы, однако есть множество хакеров, намеревающихся взломать сеть компьютера, игрок должен защищать её. Сами сражения представлены в виде усложнённой версии три в ряд.
Разработкой игры занимались Алек Томсон и Дженни Цзяо Ся. Томсон разрабатывал прототип игры в течение нескольких лет, исходя из идеи показать процесс отладки в виде увлекательного игрового процесса, понятного необразованному человеку. Цзяо Ся работала над визуальным дизайном уже готового прототипа.
Оценки игры были положительными и смешанными. Критики однозначно похвалили визуальный дизайн Beglitched, указав на необычность идеи объединить тему хакерства с розовыми мотивами. Сам игровой процесс был признан очень сложным и непонятным для игрока в начале. Часть критиков расценила это, как важный недостаток игры.

## Игровой процесс
Согласно сюжету, Beglitched — это компьютер, принадлежащий легендарной хакер-ведьме по имени «Glitch Witch» и который попадает в распоряжение игрока. Программы в нём представлены в виде семи игровых уровней, доступ к которым открывается после прохождения предыдущего уровня. Каждый уровень представлен несколькими разделами для прохождения, а также несколькими сценами сражения. По мере прохождения, сложность уровней возрастает.

Демонстрация прохождения уровня

Задача игрока заключается в прохождении через связанные узлами компьютеры, чтобы собирать в них необходимые для прохождения предметы, а также найти путь к выходу для перехода в следующий уровень. Также игровой персонаж должен принимать участие в сражении, представленном в виде сетки на подобии Minesweeper и Bejeweled. Игрок должен остерегаться яйц, из-за которых он может потерять значительный прогресс. Согласно сюжету, известность Glitch Witch привлекает большое количество других враждебных хакеров, мечтающих взломать её сеть под названием «Flowernet». Игрок же должен защищать сеть от атак.
Управление в Beglitched осуществляется с помощью касания пальцем или наведения мышью, когда персонаж перемещается между узлами, достаточно нажать на область, куда персонаж должен переместится. Персонаж выбирает по умолчанию кротчайший путь и всегда существует риск столкнуться с врагом. В этом случае игрок переносится в сеточное поле, аналогичное Bejeweled. Как и в типичном match-3, игрок может перемещать ячейки и уничтожать их. Однако он ограничен количеством ходов. Противник прячется за одной ячейкой, игрок может повергнуть врага, если он окажется за бомбой и которую можно взорвать с помощью простого нажатия. Однако если случайно нажимать на бомбы, выиграть почти возможно. Игрок должен выяснить его местоположение с помощью компьютеров на сетке, а также компасов, которые показывают направление врага при длительном нажатии. Некоторые враги скрытно перемещаются по сетке, для других же требуется целится по нескольким ячейкам. За каждый ход, игрок может совершать несколько действий, прежде, чем враг атакует, однако игрок должен сам убедится, что у него достаточно энергии, чтобы атаковать врага. Для подзарядки игрок должен уничтожать батареи в сетке. Когда враг атакует, то игрок игровой персонаж теряет одну из шести жизней. После потери всех жизней, персонаж попадает на рабочий стол и должен заново проходить весь уровень.

## Разработка и выпуск
Разработкой игры занимался Алек Томсон, известный как создатель игры Swap Sword. Несмотря на то, что обе эти игры является match-3, их игровая механика принципиально отличается. Если Swap Sword представляет приключение в подземелье, то Beglitched — это игра-головоломка, связанная с темой хакеров. Томсон совместно с сотрудницей Дженни Цзяо Ся занялся разработкой игры и также самостоятельно написал диалоги и музыку к Beglitched. Создатель заметил, что он всегда увлекался играми, подчёркивающими уникальные свойства компьютеров и по разному воплощал данные идеи в своих прошлых проектах. Сами хакерские сражения напоминают традиционные «три в ряд» игры, такие, как Bejeweled или Candy Crush Saga, но и совмещают в себе элементы тактической дуэли, требующей понимание странных систем в игре. Томсон, работая над Beglitched, исходил из идеи сделать процесс отладки компьютерной программы увлекательной и доступной. Хотя со слов разработчика, отладка традиционно считается одним из самых одиозных аспектов программирования, в особых случаях она может стать действительно увлекательной и приятной. Сам Томсон заметил, что ему всегда доставляло удовольствие заниматься тщательным сбором информации неисправной системы, чтобы сузить круг поиска и в конечном итоге изолировать источник проблемы. Это заставляло Томсона чувствовать себя детективом и такое же чувство разработчик хотел передать в новой игре.
Основная проблема, связанная с разработкой была связана с тем, что разработчик не мог придумать просто ряд головоломок. Для правильной имитации отладки, Томсону было необходимо создать согласованную систему, чтобы игрок мог чувствовать, что его знания могут быть использованы для решения любой проблемы в системе, а не только искусственно составленных задач. Решением данной проблемы стало введение процедурной генерации. Ещё за несколько лет до разработки Beglitched, Томсон создал прототип, представляющий собой текстовую процедурно сгенерированную детективную игру. Данная игра генерировала город и население, у каждого из которых был свой процедурный график. Затем система генерировала «преступление», когда один из граждан отклонялся от своего графика и совершал преступление. Затем игрок должен был опросить потенциальных свидетелей, чтобы определить среди них виновника. Хотя формально симулятор достаточно успешно симулировал процесс отладки, на деле же для необразованного игрока, игра выглядела утомительной и недоступной, так как требовала запоминать огромные объемы информации, большая часть которой была ошибочной.
Через несколько лет, Томсон решил вернуться к данной идее и связать её с темой глубокой сети и киберпреступностью. Таким образом отладка должна была быть представлена в виде преследования преступников через компьютерную сеть. Очередной прототип игры под названием Deepweb уже исключал необходимость запоминать большое количество информации, делая игру уже больше похожей на «Сапёра» или «Скотланд Ярд». Оставшись довольным прототипом, Томсон потратил несколько месяцев на то, чтобы расширить игровой процесс, тем не менее разработчик столкнулся с тем, что несмотря на введение разнообразных врагов, его уровни выглядели слишком ограниченными и повторяющимися. Параллельно Томсон занимался разработкой других игр в стиле «Три в ряд», его привлекла нелинейность данного жанра, а также возможность влиять игровой мир в рамках представленной сетки. В итоге разработчик пришёл к идее объединить Deepweb с match-3. Томсон признался, что его ранняя версия игры была почти неиграбельной, в итоге разработчик в течение следующих нескольких недель снова и снова предпринимал попытки удачно объединить к Deepweb элементы match-3. Итогом стало изобретение Томсоном таких элементов игрового процесса, как например «циклы», «энергия», модернизируемые бомбы и взрывные цепные реакции. Так как прототип включал в себя навигацию в компьютеризированном пространстве и избегание/выслеживание врагов. Томсону были легко объединить все сражения в рамках игровой вселенной.

### Художественный стиль
В весне 2015 года, к проекту присоединилась дизайнер Дженни Цзяо Ся. Именно она разработала визуальный дизайн в её конечном виде, решив связать игру с яркими, розовыми цветами и «милыми» мотивами. До этого игра, ещё называемая Deepweb имела строгий дизайн, похожий на типичный «киберпанк», выдержанный в тёмных и зелёных тонах. Дженни Цзяо Ся заметила, что всегда восхищалась технологиями, которые люди прошлого бы называли волшебством. Цзяо также заметила, что для современных людей компьютеры стали их повседневным явлением и они на столько привыкли к ним, что забывают какие невероятные вещи могут творить компьютеры. Связывая идею вычислительной техники и магии, Цзяо также вдохновлялась классической фантастической литературой о волшебниках, кибер-панк произведениями «Нейромант» и «Лавина», а также художественным творчеством сообщества Tumblr, где люди переосмысливают дизайн старых ОС, добавляя оттенки розового и эмодзи в интерфейс в стиле «cybertwee». Данный стиль является совмещением традиционного киберпанка с розовыми, «типично женскими» мотивами, созданным под влиянием азиатской поп-культуры, в частности Hello Kitty, «Тамагочи» и «Сейлор Мун». Дизайнер хотела в целом изобразить мир, с одной стороны знакомый в какой то степени, но и чужой и необъяснимый. Томсон описывал стиль Цзяо, как «cyberpink». Цзяо также самостоятельно рисовала фоны и создавала анимации предметов с персонажами, в то время, как Томсон занимался текстом и музыкой.

## Анонс и выход
Впервые анонс игры под названием Beglitched состоялся в 2015 года на мероприятии NYU Game Center Incubator. Тогда игра позиционировала себя, как продукт совместной разработки Алека Томсона и Дженни Цзяо Ся. Выход игры состоялся 7 октября 2017 года для персональных компьютеров Windows и Mac на цифровой платформе Steam. Создатели описывали свою игру таким образом:
Beglitched это игра о безопасности, в наших компьютерах и в нас самих. В пастельном мире социальных сетей, где никто по настоящему не знает, что он делает, хакерство это волшебное искусство, а печально известная Глич-ведьма — это самый престижный сетевой архимаг. По случайным обстоятельствам, вы её новый ученик. Вы должны использовать свое остроумие и хитрость, чтобы разгадать функции чужого компьютера и выжить среди настоящей паутины клоунов, левых кликеров и мошенников.
Оригинальный текст (англ.)Beglitched is a game about insecurity, in our computers and ourselves. In a pastel world of networks where nobody truly knows what they’re doing, hacking is a magical art and the notorious Glitch Witch is the most premium archmagi of the net. By random circumstance, YOU are her new apprentice. You must use your wits and cunning to unravel the mechanisms of an alien computer and survive amongst a veritable web of clowns, leftclickers, and filedraggers.Описание игры
Игра получила награду «Thill Up Emoji» от редакции Killscreen, которая описала её визуальный стиль, как «киберрозовый», а также редакцией Playboy была признана лучшей студенческой игрой на мероприятии Game Developers Conference. 11 марта 2017 года игры вышла на мобильные устройства iOS.

## Восприятие
| Иноязычные издания | Иноязычные издания |
| Издание            | Оценка             |
| ------------------ | ------------------ |
| AppAdvice          | 90 %               |
| Pocket Gamer UK    | [ 8 ]              |
| 148Apps            | [ 9 ]              |
| Kill Screen        | 65/100             |

Игра в целом получила смешанные отзывы. Оценки рецензентов AppAdvice и Pocket Gamer UK были положительными. В частности Кристина Чан с сайта AppAdvice заметила, что Beglitched несомненно понравится игрокам, любящим компьютеры и причудливые головоломки. Сама игра похожа на 868-HACK и заставит игрока почувствовать себя Адамом Дженсеном из Deus Ex. Художественная эстетика игры заставляет игрока чувствовать, будто он погрузился в эмуляцию и взламывают старый ноутбук с всплывающими диалоговыми окнами и файловыми системами. Сами представленные головоломки с первого взгляда кажутся непонятными и даже могут ввести игрока в замешательство, однако, чтобы понять весь игровой процесс, требуется время и практика, после чего игрок обратит внимание, что игра в Beglitched доставляет настоящее удовольствие. Тем не менее Кристина Чан призналась. что головоломки в игре достаточно сложные, но и очаровательные благодаря яркой, пиксельной графике, юмору и хорошему саундтреку.
Критик сайта Pocket Gamer заметил, что хакерство оставалось всегда востребованной темой в современной культуре и голливудских фильмах, которые показывали хакеров в виде «самых крутых парней в кожаных куртках и солнцезащитных очках». Однако Beglitched — это первый продукт, связывающий тему хакерства с нечто милым, глуповатым и странным. Аналогичное мнение оставил рецензент сайта Killscreen, заметив, что Beglitched отвергает концепцию стереотипного хакерского мира из "Матрицы" и Watch Dogs, предлагая идею того, что компьютеры и хакеры могут быть милыми, предлагая вместо типичных серых или зелёных оттенков, «радужный мир неоновых единорогов», каким его представляла Лиза Франк — дизайнер 90-х годов. При этом в «ведьмах», управляющих киберпространством и выступающих арбитрами хаоса и безумия — критик увидел феминистский подтекст, связывая данную идею с тем, что в прошлом именно женщин уличали чаще всего в колдовстве, а также, что современные женщины-хакеры имеют больший риск столкнуться не только с непониманием и осуждением, но и целью травли и домогательств со стороны хакеров-женоненавистников, в итоге они вынуждены скрывать свой пол, притворяясь мужчиной. Таким образом наличие управляющей ведьмы-хакера в игре уже является само собой «подрывом», манифестом, что усиливается обилием розовых оттенков и «типичных женских» элементов в мире игрового киберпанка. Критик Pocket Gamer заметил, что создатели провели невероятную работу, совместив традиционный match-3 со сложными головоломками, требующими время для их понимания. Критик советует повторить прохождение первых уровней несколько раз, чтобы полностью освоить игровую механику, перед тем, как он начнёт сталкиваться уже с более грозными врагами.
Другие критики оставили смешанные отзывы. Рецензент сайта 148apps заметил, что головоломки в Beglitched проверяют терпение игрока, в то время как другие просто сбивают с толку. Тем не менее критик признался, что объединение темы операционной системы, хакерства и match-3 — крайне удачное решение, при котором игра не перестаёт быть оригинальной. Критик однако заметил, что впечатление от игры сильно портит её запутанный игровой процесс, который в начале может показаться совершенно трудным и бессмысленными. Когда же игрок осваивает игровой процесс, он сталкивается с резким повышением уровня сложности и почти непреодолимыми врагами, в итоге, чтобы решить головоломки, игроку потребуется логическое мышление вкупе с большим терпением, учитывая, что один неверный шаг приведёт к необходимости перепроходить весь уровень. В целом критик подытожил, что Beglitched — это крайне оригинальная интерпретация match-3 со своей красивой эстетикой и большим разнообразием увлекательных головоломок, однако игра никак не позволяет игроку привыкнуть к своей игровой механике, а сам игрок может почувствовать, что ему предъявляют нелепые и невыполнимые требования. Рецензент Kill Screen заметил, что впечатление от игры сильно портят интуитивно непонятные головоломки. Хотя игра наверняка ориентируется на то что игрок сам освоится в игре, «если получше разберётся в ней», однако это не срабатывает и многие игроки в итоге ещё толком на начав играть, с разочарованием забросят Beglitched. Уровень сложности почти моментально повышается, что требует планирование стратегии и что почти не возможно, когда игрок ещё не до конца понимает игровую механику.